# István Csákány
István Csákány (* 1978 in Sfântu Gheorghe) ist ein rumänischer Bildhauer und Installationskünstler.

## Leben und Werk
István Csákány studierte an der Ungarischen Akademie der Bildenden Künste bei Dóra Maurer.
Seine Arbeit Das Bernsteinzimmer (2010) ist eine ganz aus Holz geschnitzte, detailreiche und menschenleere Heimwerkstatt. Der Titel ist ein ironischer Verweis auf das Bernsteinzimmer von  Friedrich I.
Die Installation The Sewing Room (2012) wurde auf der dOCUMENTA (13) ausgestellt. In The Sewing Room steht eine Reihe elegant gekleideter Figuren neben den aus Holz gefertigten, etwas überlebensgroßen Maschinen, Gerätschaften, Kabeln und Neonröhren. Thematisch geht es um Arbeit, ihre Produkte und den Begriff der Abwesenheit.
Csákány stellt national und international aus. Er erhielt mehrere Auszeichnungen. Csákány war 2010 Artist in Residence im Atelierfrankfurt und 2014 Stipendiat der Akademie Schloss Solitude.